# Montbert
Montbert – miejscowość i gmina we Francji, w regionie Kraj Loary, w departamencie Loara Atlantycka.
Według danych na rok 2010 gminę zamieszkiwało 2976 osób, a gęstość zaludnienia wynosiła 105 osób/km².